# مهماندار هواپیما (فیلم ۱۹۸۰)
«مهماندار هواپیما» (انگلیسی: Air Hostess (1980 film)) یک فیلم است که در سال ۱۹۸۰ منتشر شد.